# Karl Woermann
Karl Woermann (født 4. juli 1844 i Hamborg, død 4. februar 1933 i Dresden) var en tysk
kunsthistoriker. Han var bror til Adolph Woermann.
Woermann har særlig indlagt sig fortjeneste ved det for sin tid meget betydelige værk Geschichte der Malerei (sammen med Woltmann) og ved sin store Geschichte der Kunst aller Zeiten und Völker (nyt oplag i 6 dele, 1922).